# 기예르모 바로스 스켈로토
기예르모 바로스 스켈로토(Guillermo Barros Schelotto, 1973년 5월 4일 ~ )는 아르헨티나의 전 축구 선수이자 현 축구 지도자로 현역 시절 포지션은 공격수였다.

## 수상

### 선수
아르헨티나
- 팬아메리칸 게임: 1995

힘나시아 라플라타
- 코파 센테나리오 데 라 AFA: 1993

보카 주니어스
- 코파 리베르타도레스(4): 2000, 2001, 2003, 2007
- 코파 수다메리카나(2): 2004, 2005
- 레코파 수다메리카나(2): 2005, 2006
- 아르헨티나 프리메라 디비시온(6): 1998 Apertura, 1999 Clausura, 2000 Apertura, 2003 Apertura, 2005 Apertura, 2006 Clausura
- 인터콘티넨털컵(2): 2000, 2003

콜럼버스 크루
- MLS컵: 2008
- MLS 서포터스 실드: 2008, 2009

### 감독
라누스
- 코파 수다메리카나: 2013

보카 주니어스
- 아르헨티나 프리메라 디비시온(2): 2016–17, 2017–18

### 개인
- 랜던 도너번 MVP상: 2008
- MLS 베스트 11: 2007, 2008
- MLS컵 MVP: 2008